# Новые Шомполы
Новые Шомполы (укр. Нові Шомполи) — село, относится к Ивановскому району Одесской области Украины.
Население по переписи 2001 года составляло 527 человек. Почтовый индекс — 67244. Телефонный код — 4854. Занимает площадь 0,531 км². Код КОАТУУ — 5121883205.

## Местный совет
67243, Одесская обл., Ивановский р-н, с. Павлинка, ул. Первомайская, 16